# Linda van Oosten
Linda van Oosten (30 mei 1977) is een Nederlands langebaanschaatsster.
In 1995 startte Van Oosten op de NK Afstanden op de 500 meter.

## Records

### Persoonlijke records[2]
| Afstand    | Tijd    | Datum            | Baan       |
| ---------- | ------- | ---------------- | ---------- |
| 500 meter  | 42,57   | 29 december 1994 | Hamar      |
| 1000 meter | 1.26,08 | 24 januari 2015  | Inzell     |
| 1500 meter | 2.15,74 | 6 maart 2016     | Leeuwarden |
| 3000 meter | 4.59,23 | 4 maart 2016     | Leeuwarden |